# Махів (Махов) Григорій Григорович
Махів (Махов) Григорій Григорович ( 23 серпня 1886- 22 серпня 1952) – ґрунтознавець, професор, методолог, організатор сільськогосподарської дослідної справи в УРСР.

## Біографія
Григорій Григорович народився 23 серпня 1896 року в м. Рибінська Череповецького повіту Новгородської губернії.
З 1898 по 1906 роки навчався у гімназії м. Рибінська, після закінчення вступає на фізико-математичне відділення Київського університету Святого Володимира на спеціальність «агрономія».
З 1912 року працював на посаді ґрунтознавця у Київському губернському земстві.
У 1913 році помічник завідувача відділу дослідження ґрунтів і колективних дослідів.
З 1912 по 1919 роки обстежував ґрунти Київщини.
У 1920 році доцент, а згодом професор агрономічної кафедри  Київського інституту народної освіти.
З 1919 по 1923 роки член колегії Київського крайового управління з дослідної справи.
З 1 лютого 1920 року працював СГНК НКЗС УРСР спочатку спеціалістом секції ґрунтознавства, а з липня того ж року - завідувачем цього підрозділу.
З 1922 року був членом геологічної секції ВУАН.
У 1923 році створив й очолив перший у державі Інститут експериментального ґрунтознавства.
У 1924 році із переїздом уряду України до Харкова, почав виконувати обов’язки завідувача кафедри ґрунтознавства Харківського інституту сільського господарства та лісівництва ім. Х. Раковського.
У 1928 році рішенням президії ВУАН його призначили головою секції ґрунтознавства при постійній комісії з вивчення продукційних сил України. Після усунення від праці в АН УРСР як «ворога народу» працював консультантом за фахом.
У 1929 році йому заборонили викладати у вишах.
У 1935 році завідувач сектору ґрунтознавства лабораторії агрофізики Українського НДІ соціалістичного землеробства.
З 1942 по 1944 роки заснував і очолив НДІ ґрунтознавства, живлення рослин та агротехніки (м. Київ).
У 1944 році емігрував до Німеччини.
У 1946 році професор, керівник кафедри ґрунтознавства Українського техніко-господарського інституту (м. Регенсбург).
У 1949 році переїхав до США й оселився у Бірмінгемі.
Помер 22.08.1952 року. Похований у м. Бірмінгемі, штат Мічиган.

## Внесок у науку
Фактично Г. Махов очолив науково-дослідні роботи в галузі агроґрунтознавства в Україні. 
Став автором першої детальної карти ґрунтів України у 25 кольорах із текстом укр. та англ. мовами (1927); першого в державі підручника «Ґрунтознавство» (1925); редагував монументальне видання «Матеріали дослідження ґрунтів України». Опублікував близько 180 праць, більшість із них українською мовою. Головна праця: «Ґрунти України» (1930). 